# Kaple Nejsvětější Trojice (Suchá Rudná)
Kaple Nejsvětější Trojice stojí uprostřed návsi Suchá Rudná v okrese Bruntál. Dřevěná kaple je chráněná jako kulturní památka a byla zapsaná do Ústředního seznamu kulturních památek ČR.

## Historie
V roce 1720 byla obcí postavena dřevěná kaple, jejíž benedikce byla provedena bruntálským děkanem Františkem Valentinem v roce 1739. V roce 1796 byla opravována (letopočet na korouhvičce) a proběhla vizitace. Zařízení kaple bylo velmi skromné. Původní zvonek byl zabaven v první světové válce. Nový zvon byl pořízen v roce 1921 a zasvěcený svaté Barboře. Do počátku sedmdesátých let 20. století byla kaple využívána k bohoslužbám, svatebním obřadům a pohřbům. Pro nezájem katolické církve byla na začátku osmdesátých let kaple odsvěcena, vnitřní majetek církve byl odsunut. V letech 1987, 1988 a 1997 byla kaple zasažena povodněmi. V roce 2004 vzniklo občanské sdružení Zkrášlovací spolek Suchá Rudná, které v roce 2006 opravilo šindelovou střechu. Další opravy postupně pokračovaly a v roce 2014 byla skoro opravená. Kromě koncertů se v kapli pořádají i výstavy.

## Popis

### Exteriér
Kaple je orientovaná jednolodní dřevěná deštěná stavba s polygonálním závěrem na cihlové podezdívce. Je dlouhá deset metrů, široká šest metrů a vysoká osm metrů (se sanktusníkem). Zvalbená střecha je a krytá šindelem. Nad střední části stavby v hřebeni je osmiboký sanktusník zakončený lucernou a cibulovou bání s plechovým praporcem s letopočtem. Deštění tvoří vodorovně kladená prkna, v nárožích jsou svisle kladená, hlavní římsa je profilovaná. Vstup do kaple je západním pravoúhlým portálem s dvojkřídlými dveřmi. Nad portálem jsou dvě čtvercová okna v hladkých rámech.V závěru bočních stěn jsou okna se stlačeným záklenkem.

### Interiér
Nad vstupem je dřevěná prostá kruchta, která je přístupná dřevěným schodištěm z lodi. Strop lodi a kruchty je plochý, dělený velkými kazetami z latí. Vnitřek lodi je omítnutý a vymalován. Součástí původního zařízení byl oltář, paramenta, obrazy svatých, lavice a na kruchtě varhanní pozitiv. Část vybavení je zachováno včetně zvonu z roku 1921.